# FK Maritsa Plòvdiv
El FK Maritsa Plòvdiv (en búlgar Марица) és un club de futbol búlgar de la ciutat de Plòvdiv.

## Història
El nom del club prové del riu Maritsa. Va ser fundat l'any 1921, després de la fusió de Vampir i Trite Konski Sili. Del club van sortir futbolistes com Hristo Stoítxkov, Dinko Dermendjiev, Aleksandar Aleksandrov, Georgi Georgiev, Kostadin Vidolov, Krassimir Chomakov, Valeri Domovchiyski, Yordan Todorov o Asen Nikolov. El 16 de juny de 2017 signà un acord de col·laboració amb Botev Plòvdiv.